# 道高流
道高流（みちたかりゅう）とは、江夏金太郎が編み出した居合と薙刀術の流派。
江夏は宮崎県出身で、四天流剣術、神影流薙刀術、武甲流鎖鎌術、関口新心流柔術を修行した。
1931年（昭和6年）に居合術と薙刀術からなる道高流を開いた。
江夏は宮崎県都城に道場「帝国力行館」を開き、剣術（剣道・四天流）、居合術、薙刀術、鎖鎌術、柔術などを指導した。